# (3356) Resnik
(3356) Resnik es un asteroide que forma parte del cinturón de asteroides y fue descubierto por Edward L. G. Bowell el 6 de marzo de 1984 desde la Estación Anderson Mesa, en Flagstaff, Estados Unidos.

## Designación y nombre
Resnik recibió inicialmente la designación de 1984 EU.
Más tarde, en 1986, se nombró en honor de la astronauta estadounidense Judith Resnik (1949-1986), fallecida en el accidente del Challenger.

## Características orbitales
Resnik orbita a una distancia media de 2,193 ua del Sol, pudiendo alejarse hasta 2,443 ua y acercarse hasta 1,942 ua. Tiene una inclinación orbital de 4,097 grados y una excentricidad de 0,1142. Emplea 1186 días en completar una órbita alrededor del Sol.

## Características físicas
La magnitud absoluta de Resnik es 13.